# Leptostylus lazulinus
Leptostylus lazulinus är en skalbaggsart som beskrevs av Bates 1880. Leptostylus lazulinus ingår i släktet Leptostylus och familjen långhorningar. Inga underarter finns listade i Catalogue of Life.